# 丁易 (历史学家)

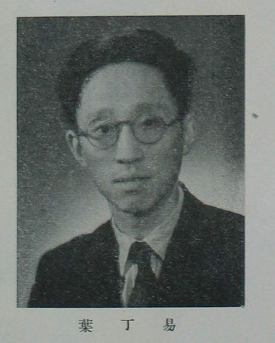
丁易近照

丁易（1913年9月8日—1954年6月27日），原名叶鼎彝、叶丁易，曾用笔名孙怡、访竹、童宜堂，安徽桐城人，中华人民共和国文学家、历史学家。后因肺结核病逝于苏联莫斯科。

## 生平

### 民国时期
青少年时代在家攻读古文。在北京师范大学读书时，1935年参加一二·九运动。次年加入中国共产党外围组织民族解放先锋队。抗日战争期间，先后在四川成都省成联中、省成女职、省立戏剧音乐专科学校，兰州国立西北师范学院、四川江安国立剧专等院校任教员、讲师、教务主任等职。1944年在成都一度从事专业文艺工作，积极参加民主运动和抗战文化工作，为中华全国文艺界抗敌协会成都分会会员。同年加入中国民主同盟，作文化界的统战工作，1945年被选为民盟四川省委委员，兼任文协成都分会常务理事。不久到四川三台县东北大学中文系任副教授，在成都《华西日报》副刊上发表过不少杂文，后结集为《丁易杂文》。
1946年，因支持进步学生运动，被东北大学当局解聘。后应民盟之约，任重庆《民主报》总编辑，与邓初民等人共同主持重庆盟务，兼任社会大学新闻系主任。同年冬到北平，回北平师范大学中文系任副教授。1947年任北平文协理事，民盟中央宣传委员、《民主周报》主编，期间撰写《明代特务政治》。1947年冬到晋冀鲁豫解放区的北方大学历史研究室工作。1948年，北方大学与华北联合大学合并为华北大学，任该校中国语文研究室副主任。同年曾参加华北人民代表大会。1949年北平解放后，任军代表，参加接管北京师范大学的工作，随后被任命为北师大校务委员会委员，兼中文系教授；同年加入中国共产党，并参加九三学社。曾参加中国人民政治协商会议，为第一届政协全国委员会候补委员。在大学任教期间，结合教学，著有《中国现代文学史略》、《中国文字与中国社会》和《中国文字的变迁》等。

### 共和国时期
1951年参加第一届中国人民赴朝慰问团，回国后写了散文集《战斗的朝鲜后方》。同年又参加中国文化代表团访问印度、缅甸。1952年后，任中苏友协总会理事、中缅友协理事、民盟中央文教委员会委员、九三学社中央常务理事、九三学社中央常委学委会主任委员兼副秘书长。1953年10月到苏联莫斯科大学讲学，因病在莫斯科逝世。